# Сьюна (аэропорт)
Аэропорт Сьюна (исп. Aeropuerto de Siuna) (ИАТА: SIU, ИКАО: MNSI) — частный аэропорт, обслуживающий город Сьюна и его окрестности в автономном регионе Атлантико-Норте, Никарагуа.

## Характеристики
Аэропорт располагается в 1,5 километрах к югу от города. Взлётно-посадочная полоса идет в гору и имеет перепад высот 40 метров. С северной и восточной стороны от взлётно-посадочной полосы находятся холмы.

## Происшествия
- 5 апреля 1960 года самолёт C-46A авиакомпании Líneas Aéreas de Nicaragua потерпел крушение после взлёта из аэропорта. Погибло два человека. Причиной крушения стали проблемы с пропеллером[3].